# Radios francophones publiques
Ne doit pas être confondu avec Les Médias francophones publics (Les MFP).
L'association des Radios francophones publiques (RFP) réunissait les quatre sociétés radiophoniques francophones de service public Radio-Canada, Radio France, la Radio-Télévision belge de la Communauté française (RTBF) et la Radio télévision suisse. Créée au milieu des années 1950 sous le nom de Communauté des radios publiques de langue française (CRPLF), parfois appelée Communauté radiophonique des programmes de langue française, c'est en 2002 qu'elle a pris son appellation définitive.
Les Radios francophones publiques réalisaient de nombreuses coproductions, échangeaient des idées et des programmes pour offrir aux auditeurs un vrai choix de service public avec des émissions populaires ou plus pointues.
En janvier 2016, l'association Radios francophones publiques est dissoute en tant que telle, mais de façon concomitante est créée l'association des Médias francophones publics, constituée de la réunion de la défunte association et de la Communauté des télévisions francophones.

## Identité des RFP

### Membres des RFP
L'association regroupait les quatre sociétés radiophoniques francophones de service public : Radio France, la Radio-Canada, la Radio télévision suisse (RTS) et la Radio-Télévision belge de la Communauté française (RTBF).

### Responsables
Au moment de sa dissolution, l'association des RFP était présidée par Gilles Marchand, directeur de la RTS. Françoise Dost en était la secrétaire générale.

## Missions des RFP

### Producteur d'émissions de radio en langue française
Les Radios francophones publiques ont aidé à promouvoir les nouveaux talents artistiques et créateurs d'un pays à l'autre, elles ont suscité des actions innovatrices en programmation et techniques de diffusion, et ont voulu accroître leur influence sur les enjeux nationaux et internationaux qui concernent la radiodiffusion publique et la francophonie dans le monde.
Premier producteur d'émissions de radio en langue française, les Radios francophones publiques ont favorisé le rayonnement de la langue et de la culture francophones. En unissant leurs forces, elles ont donné un souffle nouveau et une résonance internationale aux actions menées quotidiennement par leurs équipes, de l'information et des programmes.
En plaçant l'auditeur et ses attentes au centre de leur action, en le considérant comme un citoyen responsable et un usager exigeant, les Radios francophones publiques n'ont eu de cesse de faire rayonner les identités francophones.

### Ouverture aux pays du Sud et à la Méditerranée
L'ouverture aux pays et radios francophones du Sud était une des missions des Radios francophones publiques (en collaboration avec le Conseil international des radios télévisions d'expression française, le Cirtef) : échanges de programmes, actions de formation, émissions coproduites avec les radios de Ouagadougou, Abidjan, Dakar, Niamey, ou encore avec celle d'Hanoï, de Rabat ou d'Alger. Membres par ailleurs de la Conférence permanente de l'audiovisuel méditerranéen (Copeam), les Radios francophones publiques ont aussi développé un dialogue francophone et des liens professionnels avec l'audiovisuel et la culture de la région euro-méditerranéenne.

### Les Découvertes francophones
Dans le cadre de la promotion des nouveaux talents souhaitée par les directions des Radios francophones publiques, France Bleu (Radio France), La Première et VivaCité (RTBF), ICI Musique et ses prédécesseurs (Radio-Canada) et Option Musique (RTS) choisissaient ensemble une "Découverte francophone". 
Le principe était le suivant : les responsables de la programmation musicale des stations de radio concernées se concertaient pour choisir, parmi l'ensemble des propositions faites par elles, un titre d'un nouvel artiste à découvrir. Cette chanson était diffusée pendant deux mois sur les stations participantes. L'opération était renouvelée tous les deux mois.
Le dispositif continue de fonctionner dans le cadre des Médias francophones publics.

## Prix décernés par les Radios francophones publiques
Les prix décernés chaque année par l'association des RFP récompensaient les meilleurs reportages produits par les rédactions des radios membres et encourageaient les jeunes talents francophones. On distinguait :
- le Prix du Journalisme radio
Ce prix est destiné à récompenser, parmi les documents présentés par les quatre radios membres des RFP (Radio France, Radio-Canada, RTS, RTBF), le meilleur traitement d'un événement d'actualité, la meilleure enquête journalistique ou le meilleur reportage sur un fait de société (longueur max. : huit minutes). Les quatre enregistrements présélectionnés pour le concours final sont présentés au public à l'occasion d'une émission spéciale diffusée par toutes les radios participantes. La dotation du Prix du journalisme, décerné par un jury d’auditeurs sélectionné par les radios membres des RFP, s'élève à 3 000 euros.
- la Bourse Payot
Cette bourse porte le nom de René Payot, ancien journaliste de la Radio Suisse Romande. Elle s'adresse aux étudiants en journalisme. Chaque année, les huit candidats présentés par les sociétés membres sont soumis à trois épreuves (rédaction et lecture d'un bulletin d'information ; présentation du canevas d'un magazine de quinze à trente minutes ; improvisation sur un thème imposé (culture, politique ou information générale), suivie d'un entretien avec le jury). Le lauréat effectue, dans les deux ans qui suivent l'attribution du prix, un ou plusieurs stages dans une ou plusieurs sociétés des RFP et se voit attribuer une bourse de 7 000 euros afin de couvrir les frais occasionnés par ces départs en stage.
- le Prix Jeune Soliste
Ce prix consiste en une bourse de 4 000 euros des Radios francophones publiques. Il est destiné à distinguer un jeune musicien ou un chanteur s'étant distingué dans le répertoire classique. Il est assorti de l'engagement des quatre radios partenaires — Radio France (France Musique), la RTS (Espace 2), la RTBF (Musiq’3) et Radio-Canada (ICI Musique) — à soutenir la carrière du jeune lauréat en faisant rayonner son talent dans leur pays respectif.

La nouvelle structure des MFP a repris ce dispositif en le transposant.